# Roy Charman
Pour les articles homonymes, voir Charman.
Roy James Charman est un ingénieur du son britannique né le 31 mai 1930 dans le quartier de Battersea à Londres (Angleterre) et mort le 4 octobre 1990 dans le quartier de Hillingdon à Londres.

## Filmographie (sélection)
- 1957 : Le Prince et la Danseuse (The Prince and the Showgirl) de Laurence Olivier
- 1966 : Grand Prix de John Frankenheimer
- 1968 : Pancho Villa (Villa Rides) de Buzz Kulik
- 1973 : Les Trois Mousquetaires (The Three Musketeers) de Richard Lester
- 1974 : On l'appelait Milady (The Four Musketeers: Milady's Revenge) de Richard Lester
- 1975 : Le Lion et le Vent (The Wind and the Lion) de John Milius
- 1976 : La Rose et la Flèche (Robin and Marian) de Richard Lester
- 1978 : Superman de Richard Donner
- 1978 : La Malédiction de la Panthère rose (Revenge of the Pink Panther) de Blake Edwards
- 1980 : Superman 2 de Richard Lester
- 1981 : Les Aventuriers de l'arche perdue (Raiders of the Lost Ark) de Steven Spielberg
- 1982 : À la recherche de la Panthère rose (Trail of the Pink Panther) de Blake Edwards
- 1982 : Victor Victoria de Blake Edwards
- 1983 : L'Héritier de la Panthère rose (Curse of the Pink Panther) de Blake Edwards
- 1983 : Superman 3 de Richard Lester
- 1986 : Aliens, le retour (Aliens) de James Cameron
- 1989 : Une saison blanche et sèche (A Dry White Season) d'Euzhan Palcy

## Distinctions

### Récompenses
- Oscars 1982 : Oscar du meilleur mixage de son pour Les Aventuriers de l'arche perdue

### Nominations
- Oscar du meilleur mixage de son
  - en 1976 pour Le Lion et le Vent
  - en 1979 pour Superman
  - en 1987 pour Aliens, le retour
- British Academy Film Award du meilleur son
  - en 1979 pour Superman
  - en 1982 pour Les Aventuriers de l'arche perdue
  - en 1987 pour Aliens, le retour